# Museo de Bellas Artes de La Coruña
El Museo de Bellas Artes de La Coruña (oficialmente y en gallego: Museo de Belas Artes da Coruña) es un museo de Bellas Artes localizado en la ciudad de La Coruña que tiene su sede en un moderno edificio de Manuel Gallego Jorreto que recupera parte del antiguo convento de las Capuchinas.

## Historia
En 1922 se funda oficialmente el Museo Provincial de Bellas Artes de La Coruña, aunque sin un emplazamiento fijo y dando inicio a la adquisición de las primeras obras la colección del museo. En 1938 se cede parte del edificio del Consulado del Mar para albergar la colección del Museo, compartiendo el edificio con la Real Academia de Bellas Artes y la Biblioteca del Consulado. Hasta 1947 no se abren las puertas del museo. En el edificio del Consulado la colección fue creciendo por donaciones, depósitos y adquisiciones. En los años ochenta, el museo es catalogado como Museo de titularidad estatal, y comienza a recibir un presupuesto regular del Ministerio de Cultura. En 1989 la gestión del museo fue asumida por la Junta de Galicia.
En 1995 se inauguró una nueva sede en el antiguo convento de las Capuchinas —en parte recuperado—, diseñada por arquitecto Manuel Gallego Jorreto, que consiguió el premio Nacional de Arquitectura de España de 1997.

## Colección
Presenta numerosas obras procedentes del Museo del Prado y del Museo Reina Sofía, pintura española y europea de los siglos XVI al XX, y pintura gallega del XIX y del XX.
Tiene expuesto también una amplia colección de grabados de Goya y piezas de cerámica de Sargadelos.

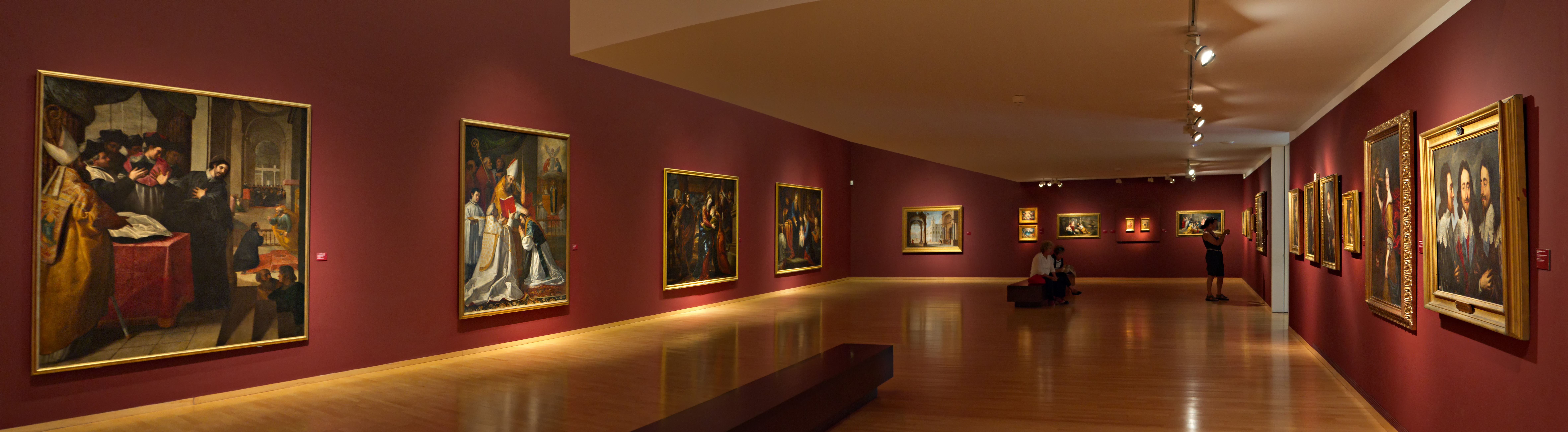
Espacio dedicado a la pintura de los siglos y.

## Galería de imágenes

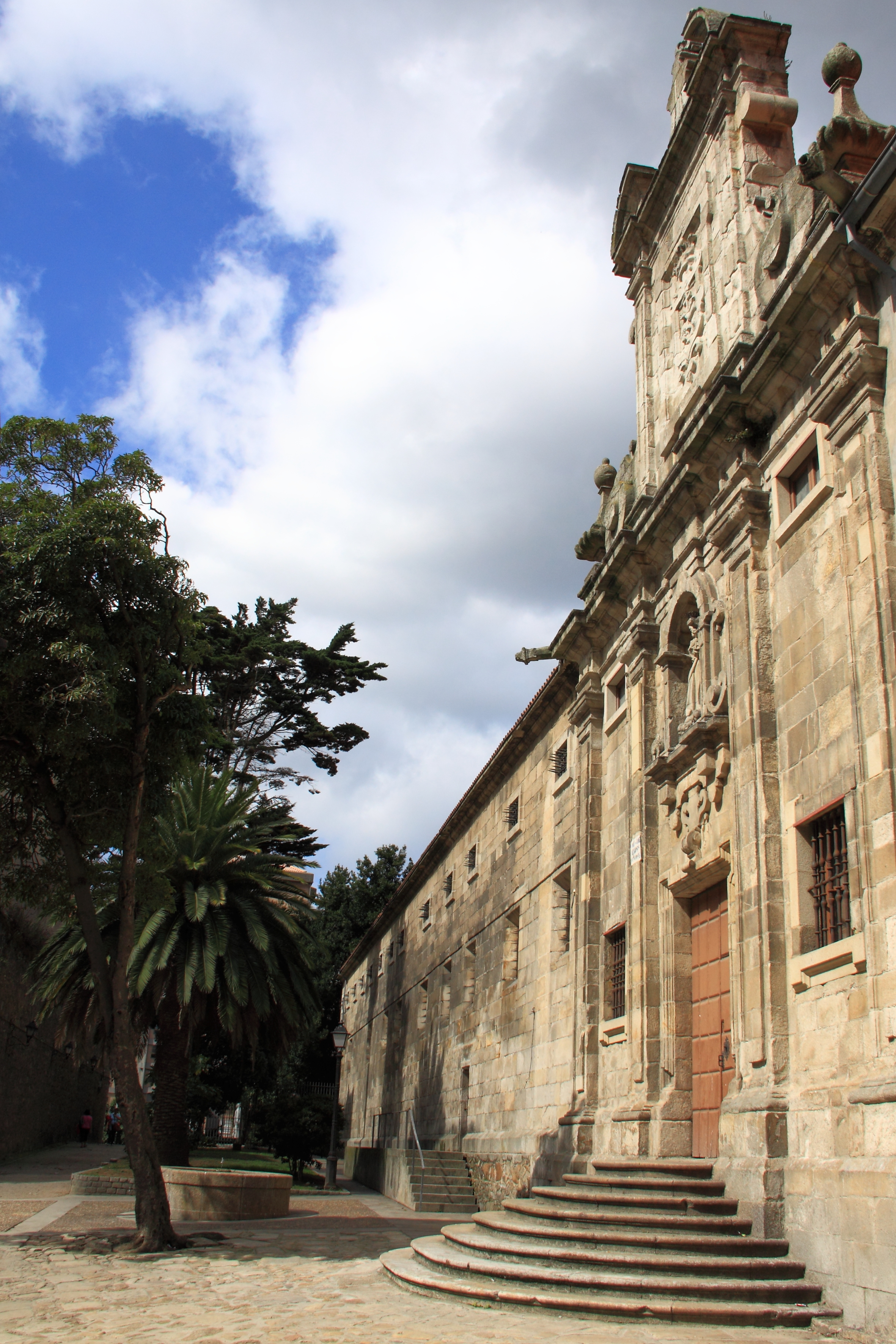
Edificio del convento
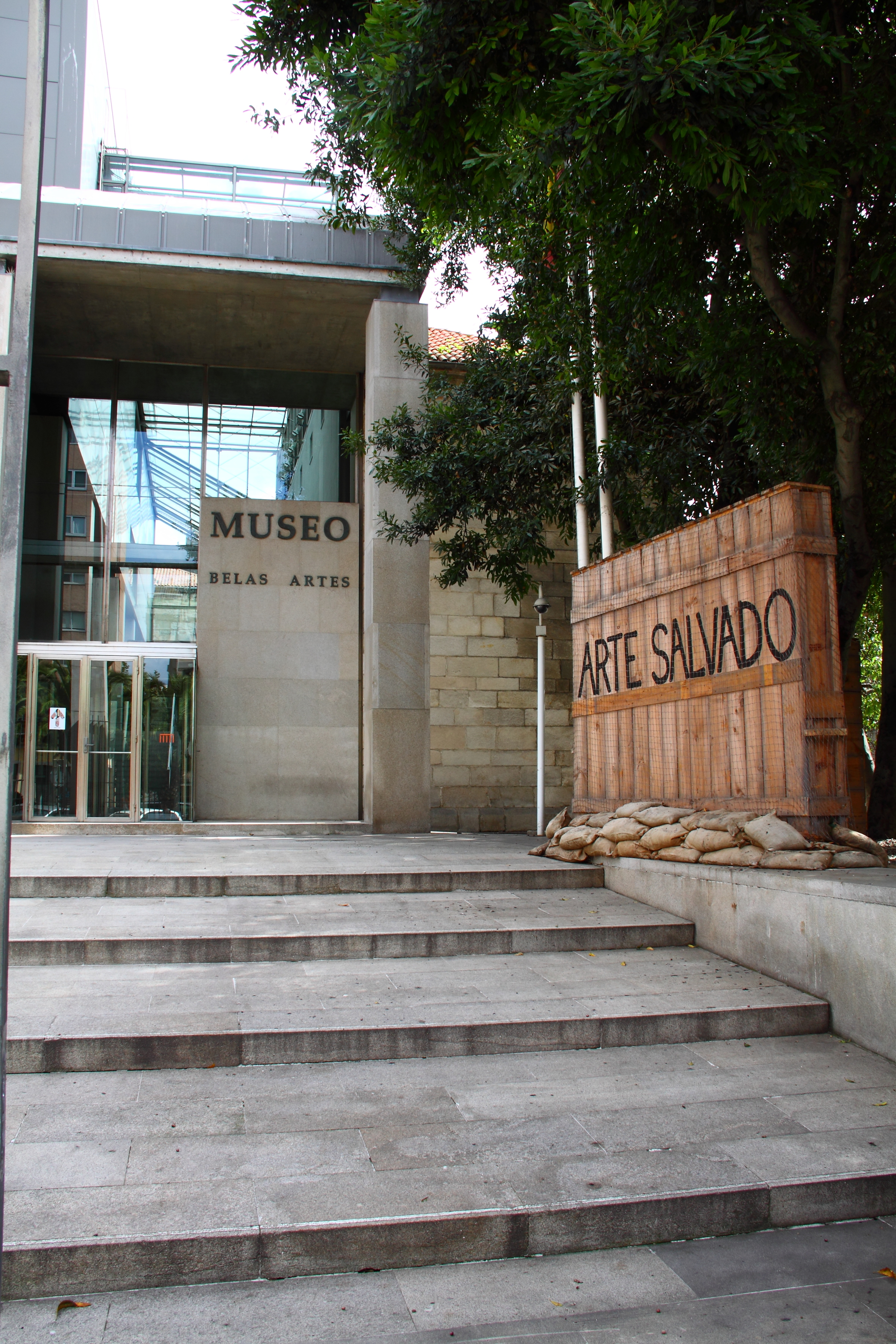
Puerta de acceso
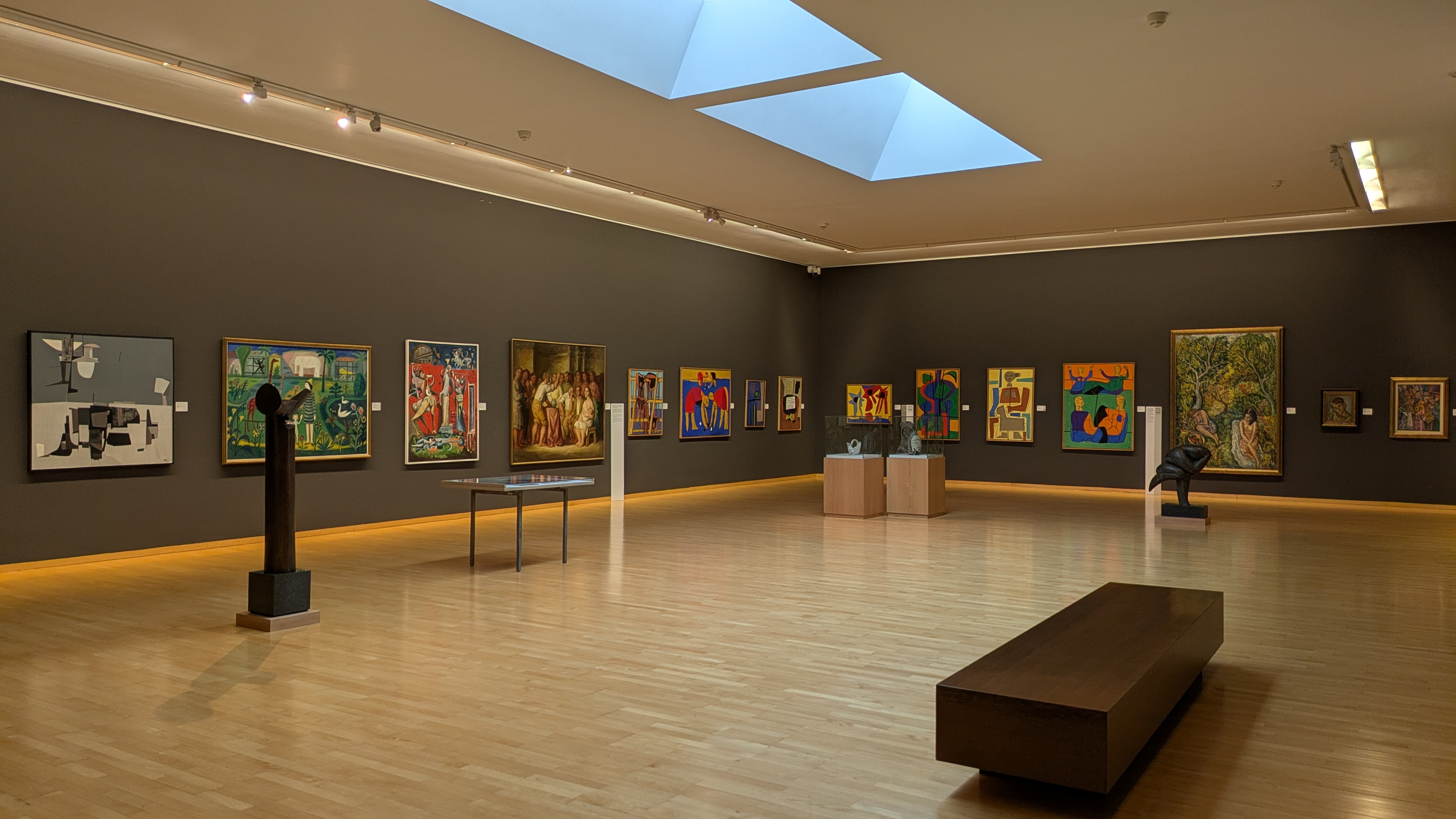
Sala dedicada al siglo XX
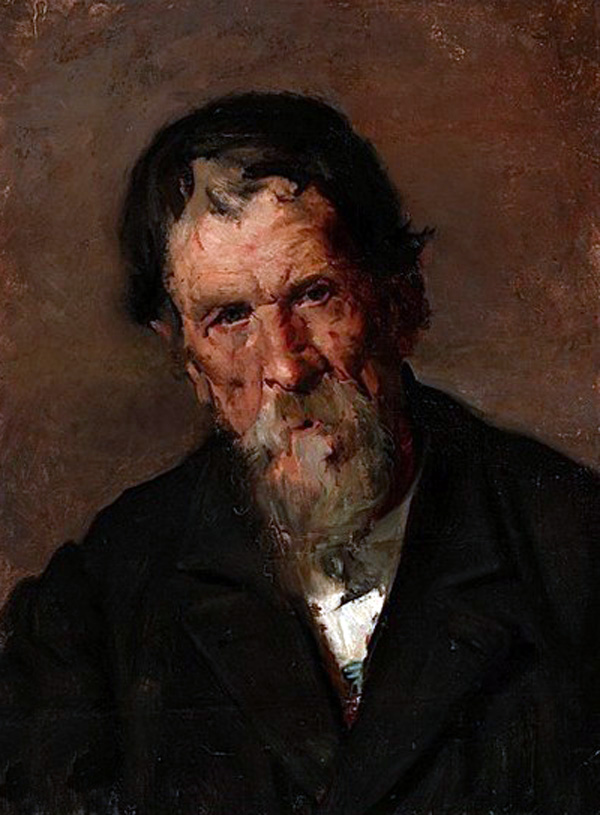
Cabeza de anciano (Jenaro Carrero)
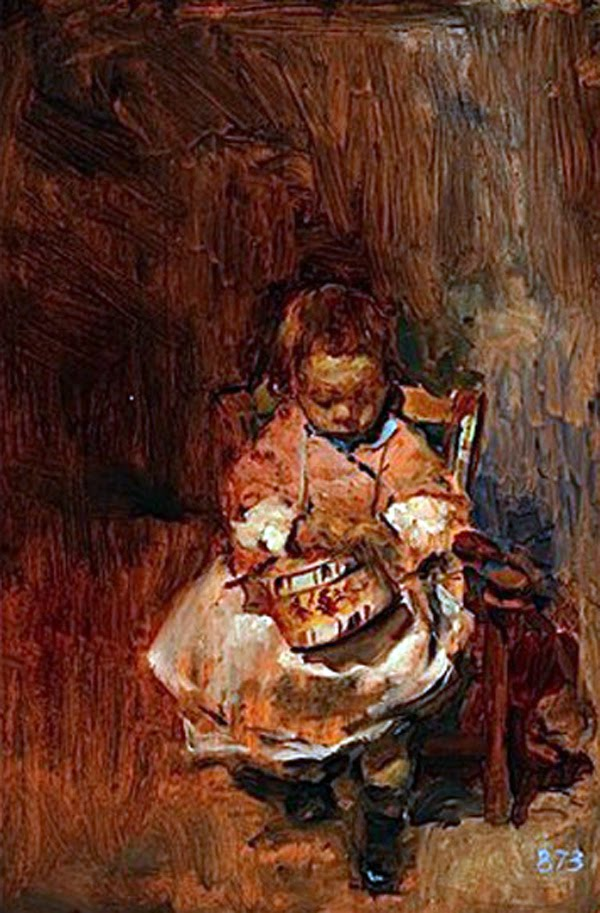
Hija del pintor bordando (Jenaro Carrero)